# Juliusz Żórawski (architekt)

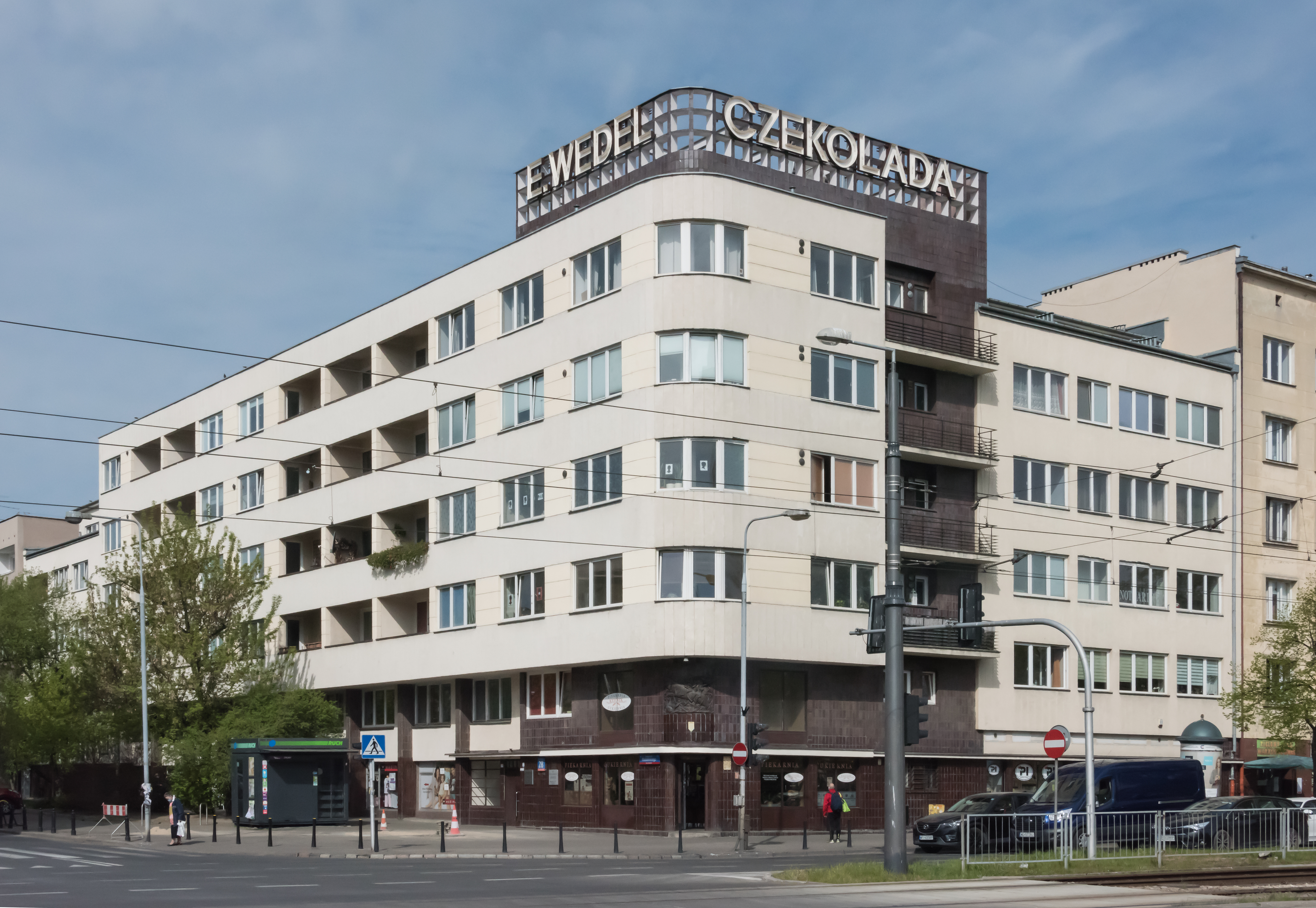
Dom Wedla przy ul. Puławskiej 28 w Warszawie

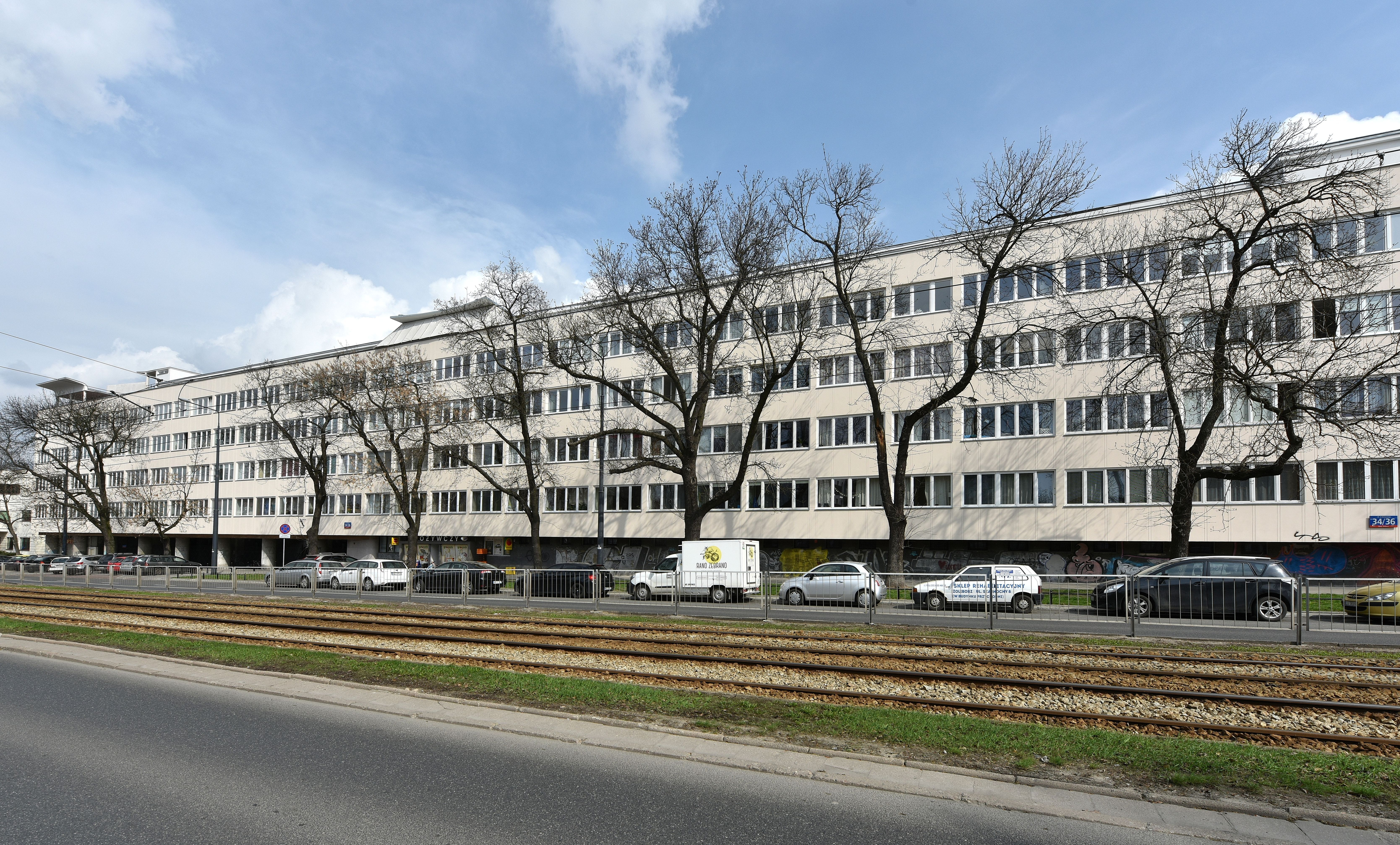
Szklany Dom przy ul. Mickiewicza 34/36

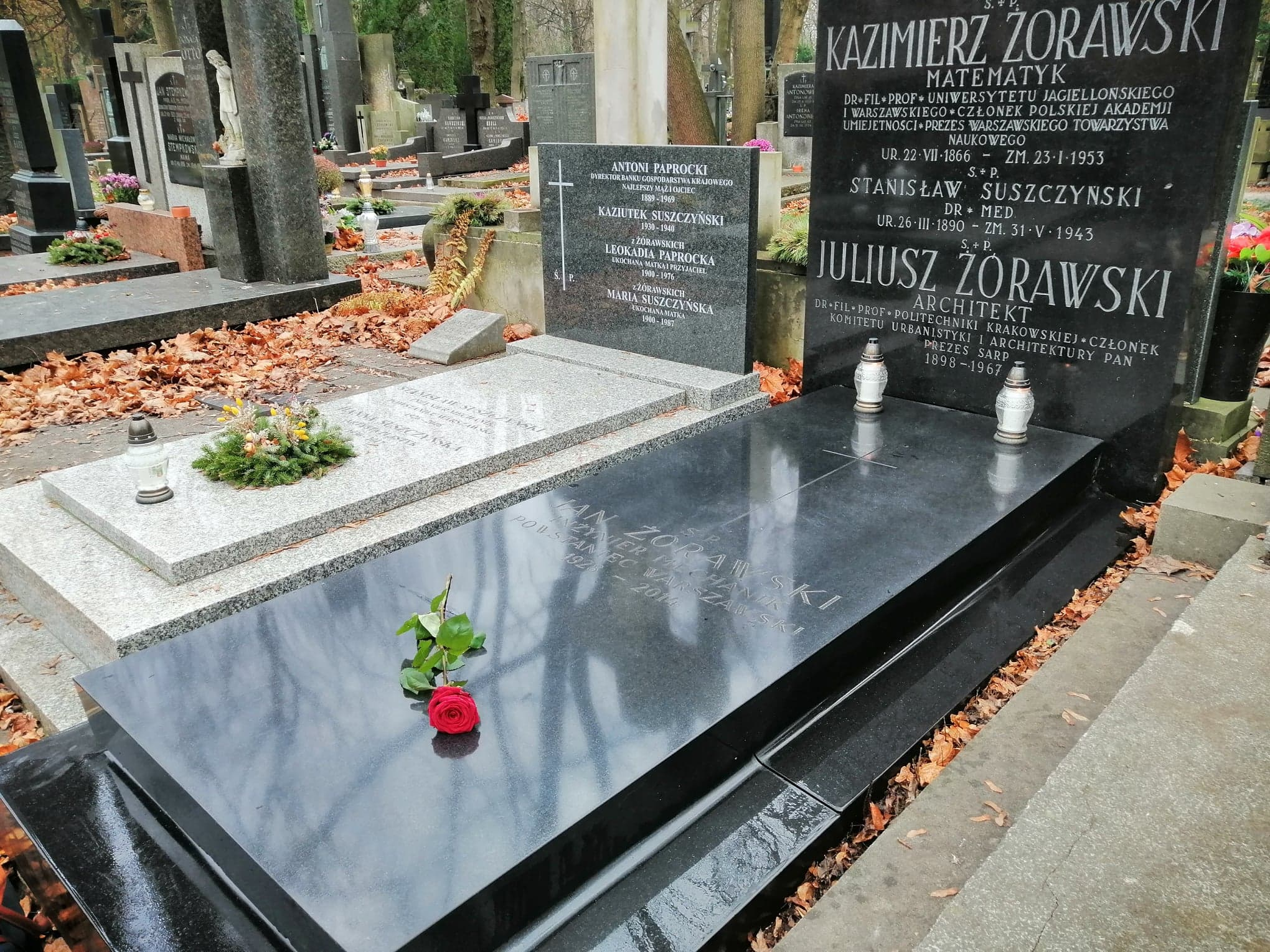
Grób rodzinny Juliusza Żórawskiego i jego ojca Kazimierza na cmentarzu Powązkowskim

Juliusz Żórawski (ur. 2 października 1898 w Krakowie, zm. 24 listopada 1967 tamże) – polski architekt okresu modernizmu, współzałożyciel SARP-u (1934).

## Życiorys
Absolwent Wydziału Architektury Politechniki Warszawskiej (1927). Asystent m.in. w Katedrze Projektowania Monumentalnego do 1939 roku. W latach 1927–1939 prowadził także własną pracownię projektową na ulicy Korzeniowskiego w Warszawie. Większość jego projektów została zrealizowana w 2. połowie lat 30. Najbardziej znane są jego awangardowe budynki mieszkalne projektowane w oparciu o pięć zasad architektury nowoczesnej, sformułowanych przez Le Corbusiera.
Był prezesem Polskiego Towarzystwa Architektów w Warszawie (1932), wiceprezesem i skarbnikiem Związku Stowarzyszeń Architektów Polskich (1932–1933), członkiem (i przewodniczącym - 1938) Oddziału Warszawskiego SARP (przed 1939), Sekretarzem Zarządu Głównego SARP (1936–1939), członkiem Rady SARP (1937), prezesem Zarządu Okręgu SARP (1938–1939), członkiem Zarządu Okręgu SARP (1934–1935, 1939), członkiem SARP Oddział Kraków (po 1945).
W czasie II wojny światowej uzyskał tajny doktorat na WAPW w 1943 o psychologicznym oddziaływaniu architektury na człowieka, którego promotorem był Władysław Tatarkiewicz. Okres 1943–1945 spędził w Zakopanem.
Po wojnie osiadł w Krakowie, gdzie od 1945 pracował na Politechnice Krakowskiej, w której w 1946 uzyskał tytuł profesorski. Prowadził tam katedrę projektów przemysłowych. Autor m.in. pracy O budowie formy architektonicznej (1962).
15 stycznia 1955 został odznaczony Medalem 10-lecia Polski Ludowej.
Zmarł w Krakowie, pochowany w grobowcu rodzinnym na cmentarzu Powązkowskim w Warszawie (kwatera 196-3-4).

## Wybrane realizacje
- Kino „Atlantic” w Warszawie (1929–1930, z Jerzym Sosnkowskim; przebudowane po 1945)[6]
- Dom Wedla przy ul. Puławskiej 28 (1935–1936)[7]
- kamienice przy ul. Puławskiej 24a i 24b (1935)[8]
- kamienica przy ul. Bartoszewicza 1 (1937–1939)[9]
- dom w al. Przyjaciół 3 w Warszawie (1937, współpraca – Aleksander Więckowski)[10]
- budynek miejskich szkół powszechnych nr 52, 67 i 121[11] przy ul. Różanej 22/24 (1934–1935)[12]
- Szklany Dom dla Państwowego Zakładu Ubezpieczeń Wzajemnych Pracowników Umysłowych na ul. Mickiewicza 34/36 (1937–1939)[13]
- kamienica przy ul. Krętej 1 (1937)[14]
- willa prof. Zakrzewskiego (obecnie rezydencja ambasadora Danii) przy ul. Filtrowej 13 (1922–1926 lub 1930, z Antonim Dygatem)[15]
- Apartment House na ulicy 6 Sierpnia 28 (obecnie Nowowiejska 4)[16] w Warszawie (1933–1935, zniszczony w 1944, odbudowany w zmienionej formie po 1945)[17]
- kamienica przy ul. Chocimskiej (1932, z Zygmuntem Plater-Zyberkiem)[18]
- Kino Femina (1936–1939)
- współpraca z Zygmuntem Plater-Zyberkiem w projekcie budowy Toru wyścigów konnych Służewiec wraz z zespołem budynków (1937–1939)
- Gmach PKO w Wilnie (1936–1938, razem z Z. Pugetem, przebudowa 1996, A. Nasvytas)